# Oonopinus
Oonopinus is een geslacht van spinnen uit de  familie van de Oonopidae (dwergcelspinnen).

## Soorten
- Oonopinus angustatus (Simon, 1882)
- Oonopinus argentinus Birabén, 1955
- Oonopinus aurantiacus Simon, 1893
- Oonopinus bistriatus Simon, 1907
- Oonopinus centralis Gertsch, 1941
- Oonopinus corneus Tong & Li, 2008
- Oonopinus ionicus Brignoli, 1979
- Oonopinus kilikus Suman, 1965
- Oonopinus modestus Chickering, 1951
- Oonopinus oceanicus Marples, 1955
- Oonopinus pilulus Suman, 1965
- Oonopinus pretiosus Bryant, 1942
- Oonopinus pruvotae Berland, 1929